# Malaitamonarch
De malaitamonarch (Symposiachrus malaitae, synoniem:Symposiachrus barbatus of Monarcha barbatus) is een zangvogel uit de familie Monarchidae (monarchen). Eerder werd deze vogel beschouwd als een ondersoort van de witbaardmonarch (S. barbatus).

## Verspreiding en leefgebied
Deze soort is endemisch op het eiland Malaita in de oostelijke Salomonseilanden. 

## Status
De grootte van de populatie is niet gekwantificeerd maar de soort wordt omschreven als schaars. Op de Rode lijst van de IUCN heeft deze soort de status gevoelig.